# マナリス
マナリスは、2019年9月1日より連日すき家に通い続けている日本のTwitterユーザーである。牛丼インフルエンサーとしてクリエイターレーベル・METEORA st.（ISARIBI株式会社運営）所属。

## 概要
2019年9月1日にマナリスはTwitterで、「集まった全額なくなるまですき屋でメシ食います 」という文 (原文ママ)をメルペイの「すすメルペイキャンペーン」の招待コードとともにツイートした。このキャンペーンでは、ユーザーが招待コードをシェアし、他者をメルペイに誘って登録が成立すると、招待する側にもされる側にも500円分のポイントが付与されるシステムであった。ここからマナリスは毎日ポイントが無くなるまですき家に通い、食べたメニューをツイートすることを日課とするようになった。。当時は1人か2人登録してくれたらラッキーだと考えていたが、ツイートした2日後には5000ポイント以上集まってしまい、「食生活がえぐくなる」とツイートした。
2022年1月10日、｢803日すき家を食べ続けている人｣としてテレビ朝日の番組『激レアさんを連れてきた。』に出演。
同年6月19日、招待ポイントですき家1000日に到達し、記念すべきこの日は、YouTuberのはじめしゃちょーと一緒にすき家を食べることとなった。また、すき家生活1000日目記念ソング「青く光る」をYouTubeにて公開した。
2023年10月19日、株式会社メルペイが提供するクレジットカード「メルカード」の公式アンバサダーに就任した。
2025年3月20日、すき家連続訪問2000日に到達した同日に結婚を報告した。

## 人物
すき家に通い始めた最初の方は飽きなどで苦しみ、牛丼にドレッシングをかけて食べたりしていた。すき家のお気に入りメニューはキムチ牛丼。お子様セットの『すきすきセット』や店舗が限定されている唐揚げなどはすき家でもまだ食べられていない。
1000日通いの中で起こった思い出深いエピソードとして以下を挙げている。
- テレビ（激レアさんを連れてきた。）に出演できた[7]。
- テレビを見た高校時代の同級生が、通ってるすき家を特定して会いにきてくれた[7]。
- 店員さんが牛丼の上に山盛の紅ショウガをかけている人に「おいしいですか？」と問いかけていた[7]。
- すき家公式アカウントがTwitterで1周年や2周年の節目で祝ってくれた[7]。
- すき家公式から牛丼を入れる丼（どんぶり）を貰った[7]。